# Real Sociedad de Fútbol 2025-2026
Questa voce raccoglie le informazioni riguardanti la Real Sociedad de Fútbol nelle competizioni ufficiali della stagione 2025-2026.

## Maglie e sponsor
| Casa | Trasferta |

Fornitore tecnico: Macron

## Organico
Rosa aggiornata al 15 agosto 2025.
| N. |                       | Ruolo | Calciatore         |
| -- | --------------------- | ----- | ------------------ |
| 1  | Spagna (bandiera)     | P     | Álex Remiro        |
| 2  | Venezuela (bandiera)  | D     | Jon Aramburu       |
| 3  | Spagna (bandiera)     | D     | Aihen Muñoz        |
| 4  | Spagna (bandiera)     | C     | Jon Gorrotxategi   |
| 5  | Spagna (bandiera)     | C     | Igor Zubeldia      |
| 6  | Spagna (bandiera)     | D     | Aritz Elustondo    |
| 7  | Spagna (bandiera)     | A     | Ander Barrenetxea  |
| 8  | Spagna (bandiera)     | C     | Beñat Turrientes   |
| 9  | Islanda (bandiera)    | A     | Orri Óskarsson     |
| 10 | Spagna (bandiera)     | A     | Mikel Oyarzabal () |
| 11 | Portogallo (bandiera) | A     | Gonçalo Guedes     |
| 13 | Spagna (bandiera)     | P     | Unai Marrero       |
| 14 | Giappone (bandiera)   | A     | Takefusa Kubo      |

| N. |                     | Ruolo | Calciatore              |
| -- | ------------------- | ----- | ----------------------- |
| 15 | Spagna (bandiera)   | D     | Urko González de Zárate |
| 16 | Croazia (bandiera)  | D     | Duje Ćaleta-Car         |
| 17 | Spagna (bandiera)   | D     | Sergio Gómez            |
| 18 | Mali (bandiera)     | D     | Hamari Traoré           |
| 19 | Spagna (bandiera)   | A     | Jon Karrikaburu         |
| 20 | Spagna (bandiera)   | D     | Jon Pacheco             |
| 21 | Russia (bandiera)   | C     | Arsen Zacharjan         |
| 22 | Spagna (bandiera)   | C     | Mikel Goti              |
| 23 | Spagna (bandiera)   | C     | Brais Méndez            |
| 24 | Croazia (bandiera)  | C     | Luka Sučić              |
| 28 | Spagna (bandiera)   | C     | Pablo Marín             |
| 31 | Spagna (bandiera)   | D     | Jon Martín              |
| 40 | Spagna (bandiera)   | A     | Arkaitz Mariezkurrena   |
|    | Suriname (bandiera) | A     | Sheraldo Becker         |
|    | Spagna (bandiera)   | D     | Álvaro Odriozola        |
|    | Nigeria (bandiera)  | A     | Umar Sadiq              |
|    | Spagna (bandiera)   | D     | Javi López              |

## Calciomercato

### Sessione estiva
| Acquisti | Acquisti                | Acquisti         | Acquisti                 |
| R.       | Nome                    | da               | Modalità                 |
| -------- | ----------------------- | ---------------- | ------------------------ |
| A        | Gonçalo Guedes          | Wolverhampton    | definitivo (4 milioni €) |
| D        | Duje Ćaleta-Car         | Olympique Lione  | prestito (500 mila €)    |
| R.       | Nome                    | da               | Modalità                 |
| A        | Umar Sadiq              | Valencia         | fine prestito            |
| C        | Urko González de Zárate | Espanyol         | fine prestito            |
| C        | Jon Gorrotxategi        | Mirandés         | fine prestito            |
| A        | Jon Karrikaburu         | Racing Santander | fine prestito            |
| A        | Carlos Fernández        | Cadice           | fine prestito            |
| C        | Jon Magunazelaia        | Córdoba          | fine prestito            |

| Cessioni         | Cessioni             | Cessioni     | Cessioni                  |
| R.               | Nome                 | a            | Modalità                  |
| ---------------- | -------------------- | ------------ | ------------------------- |
| C                | Martín Zubimendi     | Arsenal      | definitivo (70 milioni €) |
| C                | Jon Ander Olasagasti | Levante      | definitivo (500 mila €)   |
| C                | Jon Magunazelaia     | Eibar        | gratuito                  |
| Altre operazioni |                      |              |                           |
| R.               | Nome                 | a            | Modalità                  |
| D                | Nayef Aguerd         | West Ham Utd | fine prestito             |
| A                | Carlos Fernández     | Mirandés     | prestito                  |

### Sessione invernale
| Acquisti         | Acquisti         | Acquisti         | Acquisti         |
| R.               | Nome             | da               | Modalità         |
| Altre operazioni | Altre operazioni | Altre operazioni | Altre operazioni |
| R.               | Nome             | da               | Modalità         |
| ---------------- | ---------------- | ---------------- | ---------------- |

| Cessioni         | Cessioni         | Cessioni         | Cessioni         |
| R.               | Nome             | a                | Modalità         |
| Altre operazioni | Altre operazioni | Altre operazioni | Altre operazioni |
| R.               | Nome             | a                | Modalità         |
| ---------------- | ---------------- | ---------------- | ---------------- |

## Risultati

### Primera División

#### Girone di andata
| Arbitro: | Sánchez Martínez |

|                 |           |          |
| Diego López 57’ | Marcatori | 60’ Kubo |

| San Sebastián 24 agosto 2025, ore 19:30 CEST 2ª giornata | Real Sociedad | – referto | Espanyol | Anoeta |

| Oviedo 30 agosto 2025, ore 19:00 CEST 3ª giornata | Real Oviedo | – referto | Real Sociedad | Stadio Carlos Tartiere |

| San Sebastián 4ª giornata | Real Sociedad | – referto | Real Madrid | Anoeta |

| Siviglia 5ª giornata | Betis | – referto | Real Sociedad | Stadio Benito Villamarín |

| San Sebastián 6ª giornata | Real Sociedad | – referto | Maiorca | Anoeta |

| Barcellona 7ª giornata | Barcellona | – referto | Real Sociedad | Camp Nou |

| San Sebastián 8ª giornata | Real Sociedad | – referto | Rayo Vallecano | Anoeta |

| Vigo 9ª giornata | Celta Vigo | – referto | Real Sociedad | Stadio Balaídos |

| San Sebastián 10ª giornata | Real Sociedad | – referto | Siviglia | Anoeta |

| San Sebastián 11ª giornata | Real Sociedad | – referto | Athletic Bilbao | Anoeta |

| Elche 12ª giornata | Elche | – referto | Real Sociedad | Stadio Manuel Martínez Valero |

| Pamplona 13ª giornata | Osasuna | – referto | Real Sociedad | Stadio El Sadar |

| San Sebastián 14ª giornata | Real Sociedad | – referto | Villarreal | Anoeta |

| Vitoria-Gasteiz 15ª giornata | Alavés | – referto | Real Sociedad | Mendizorrotza |

| San Sebastián 16ª giornata | Real Sociedad | – referto | Girona | Anoeta |

## Statistiche
Aggiornate al 16 agosto 2025

### Statistiche di squadra
| Competizione | Punti | In casa | In casa | In casa | In casa | In casa | In casa | In trasferta | In trasferta | In trasferta | In trasferta | In trasferta | In trasferta | Totale | Totale | Totale | Totale | Totale | Totale | DR |
| Competizione | Punti | G       | V       | N       | P       | Gf      | Gs      | G            | V            | N            | P            | Gf           | Gs           | G      | V      | N      | P      | Gf     | Gs     | DR |
| ------------ | ----- | ------- | ------- | ------- | ------- | ------- | ------- | ------------ | ------------ | ------------ | ------------ | ------------ | ------------ | ------ | ------ | ------ | ------ | ------ | ------ | -- |
| Liga         | 1     |         |         |         |         |         |         | 1            | 0            | 1            | 0            | 1            | 1            | 1      | 0      | 1      | 0      | 1      | 1      | 0  |
| Coppa del Re | -     |         |         |         |         |         |         |              |              |              |              |              |              |        |        |        |        |        |        |    |
| Totale       | -     |         |         |         |         |         |         | 1            | 0            | 1            | 0            | 1            | 1            | 1      | 0      | 1      | 0      | 1      | 1      | 0  |

### Andamento in campionato
| Giornata  | 1 | 2 | 3 | 4 | 5 | 6 | 7 | 8 | 9 | 10 | 11 | 12 | 13 | 14 | 15 | 16 | 17 | 18 | 19 | 20 | 21 | 22 | 23 | 24 | 25 | 26 | 27 | 28 | 29 | 30 | 31 | 32 | 33 | 34 | 35 | 36 | 37 | 38 |
| --------- | - | - | - | - | - | - | - | - | - | -- | -- | -- | -- | -- | -- | -- | -- | -- | -- | -- | -- | -- | -- | -- | -- | -- | -- | -- | -- | -- | -- | -- | -- | -- | -- | -- | -- | -- |
| Luogo     | T |   |   |   |   |   |   |   |   |    |    |    |    |    |    |    |    |    |    |    |    |    |    |    |    |    |    |    |    |    |    |    |    |    |    |    |    |    |
| Risultato | N |   |   |   |   |   |   |   |   |    |    |    |    |    |    |    |    |    |    |    |    |    |    |    |    |    |    |    |    |    |    |    |    |    |    |    |    |    |
| Posizione |   |   |   |   |   |   |   |   |   |    |    |    |    |    |    |    |    |    |    |    |    |    |    |    |    |    |    |    |    |    |    |    |    |    |    |    |    |    |

### Statistiche dei giocatori
Sono in corsivo i calciatori che hanno lasciato la società a stagione in corso.
| Giocatore        | Liga     | Liga | Liga        | Liga       | Coppa del Re | Coppa del Re | Coppa del Re | Coppa del Re | Totale   | Totale | Totale      | Totale     |
| Giocatore        | Presenze | Reti | Ammonizioni | Espulsioni | Presenze     | Reti         | Ammonizioni  | Espulsioni   | Presenze | Reti   | Ammonizioni | Espulsioni |
| ---------------- | -------- | ---- | ----------- | ---------- | ------------ | ------------ | ------------ | ------------ | -------- | ------ | ----------- | ---------- |
| J. Aramburu      | 1        | 0    | 0           | 0          | 0            | 0            | 0            | 0            | 1        | 0      | 0           | 0          |
| A. Barrenetxea   | 1        | 0    | 0           | 0          | 0            | 0            | 0            | 0            | 1        | 0      | 0           | 0          |
| S. Becker        | 0        | 0    | 0           | 0          | 0            | 0            | 0            | 0            | 0        | 0      | 0           | 0          |
| D. Ćaleta-Car    | 1        | 0    | 0           | 0          | 0            | 0            | 0            | 0            | 1        | 0      | 0           | 0          |
| C. Fernández     | 0        | 0    | 0           | 0          | 0            | 0            | 0            | 0            | 0        | 0      | 0           | 0          |
| A. Elustondo     | 1        | 0    | 0           | 0          | 0            | 0            | 0            | 0            | 1        | 0      | 0           | 0          |
| S. Gómez         | 1        | 0    | 0           | 0          | 0            | 0            | 0            | 0            | 1        | 0      | 0           | 0          |
| U. González      | 1        | 0    | 0           | 0          | 0            | 0            | 0            | 0            | 1        | 0      | 0           | 0          |
| M. Goti          | 0        | 0    | 0           | 0          | 0            | 0            | 0            | 0            | 0        | 0      | 0           | 0          |
| G. Guedes        | 1        | 0    | 0           | 0          | 0            | 0            | 0            | 0            | 1        | 0      | 0           | 0          |
| T. Kubo          | 1        | 1    | 0           | 0          | 0            | 0            | 0            | 0            | 1        | 1      | 0           | 0          |
| Javi López       | 0        | 0    | 0           | 0          | 0            | 0            | 0            | 0            | 0        | 0      | 0           | 0          |
| J. Magunazelaia  | 0        | 0    | 0           | 0          | 0            | 0            | 0            | 0            | 0        | 0      | 0           | 0          |
| A. Mariezkurrena | 0        | 0    | 0           | 0          | 0            | 0            | 0            | 0            | 0        | 0      | 0           | 0          |
| P. Marín         | 1        | 0    | 0           | 0          | 0            | 0            | 0            | 0            | 1        | 0      | 0           | 0          |
| J. Martín        | 0        | 0    | 0           | 0          | 0            | 0            | 0            | 0            | 0        | 0      | 0           | 0          |
| U. Marrero       | 0        | 0    | 0           | 0          | 0            | 0            | 0            | 0            | 0        | 0      | 0           | 0          |
| B. Méndez        | 1        | 0    | 0           | 0          | 0            | 0            | 0            | 0            | 1        | 0      | 0           | 0          |
| A. Muñoz         | 1        | 0    | 1           | 0          | 0            | 0            | 0            | 0            | 1        | 0      | 1           | 0          |
| A. Odriozola     | 0        | 0    | 0           | 0          | 0            | 0            | 0            | 0            | 0        | 0      | 0           | 0          |
| O. Óskarsson     | 1        | 0    | 0           | 0          | 0            | 0            | 0            | 0            | 1        | 0      | 0           | 0          |
| M. Oyarzabal     | 1        | 0    | 0           | 0          | 0            | 0            | 0            | 0            | 1        | 0      | 0           | 0          |
| J. Pacheco       | 0        | 0    | 0           | 0          | 0            | 0            | 0            | 0            | 0        | 0      | 0           | 0          |
| A. Remiro        | 1        | -1   | 0           | 0          | 0            | -0           | 0            | 0            | 1        | -1     | 0           | 0          |
| U. Sadiq         | 0        | 0    | 0           | 0          | 0            | 0            | 0            | 0            | 0        | 0      | 0           | 0          |
| L. Sučić         | 0        | 0    | 0           | 0          | 0            | 0            | 0            | 0            | 0        | 0      | 0           | 0          |
| H. Traoré        | 0        | 0    | 0           | 0          | 0            | 0            | 0            | 0            | 0        | 0      | 0           | 0          |
| B. Turrientes    | 1        | 0    | 1           | 0          | 0            | 0            | 0            | 0            | 1        | 0      | 1           | 0          |
| A. Zacharjan     | 0        | 0    | 0           | 0          | 0            | 0            | 0            | 0            | 0        | 0      | 0           | 0          |
| I. Zubeldia      | 1        | 0    | 0           | 0          | 0            | 0            | 0            | 0            | 1        | 0      | 0           | 0          |